# Borzymy (województwo mazowieckie)
Borzymy – wieś w Polsce położona w województwie mazowieckim, w powiecie wołomińskim, w gminie Jadów. Ma status sołectwa. Leży nad dwiema rzekami: Liwcem i jego dopływem Osownicą.
W latach 1975–1998 miejscowość administracyjnie należała do województwa siedleckiego.
Wierni Kościoła rzymskokatolickiego należą do parafii Matki Bożej Częstochowskiej w Urlach. Kościół będący siedzibą tej parafii, jak również cmentarz parafialny, znajdują się w Borzymach.
W miejscowości znajduje się też siedziba Leśnictwa Urle, należącego do Nadleśnictwa Łochów.